# Sorbo San Basile
Sorbo San Basile (U Sòrbu in calabrese) è un comune italiano di 722 abitanti della provincia di Catanzaro in Calabria. È posto a 620 metri di altitudine sulle pendici orientali della Sila Piccola, alla destra del fiume Alli. Collocato in piena Sila Piccola, sorge a 1122 metri di altitudine il "Villaggio Lagomar", sulla sponda occidentale del Lago Passante. È gradevole e salubre meta turistica.

## Storia

### Simboli
Lo stemma comunale ed il gonfalone sono stati concessi con decreto del presidente della Repubblica del 15 marzo 2018.
(D.P.R. del 15 marzo 2018)
Il gonfalone è un drappo di azzurro.

## Società

### Evoluzione demografica
Abitanti censiti